# Madinat Isa
Madinat Isa (Arabisch: مدينة عيسى, Madīnat ʿĪsā; Nederlands: Isa-Stad) is een plaats in Bahrein. Tot 2002 was Madinat Isa een zelfstandige gemeente, daarna ging het op in het gouvernement Zuid. De stad is vernoemd naar Isa bin Salman Al Khalifa, voormalig emir van Bahrein.
De stad huisvest het Khalifa Sports City Stadion.

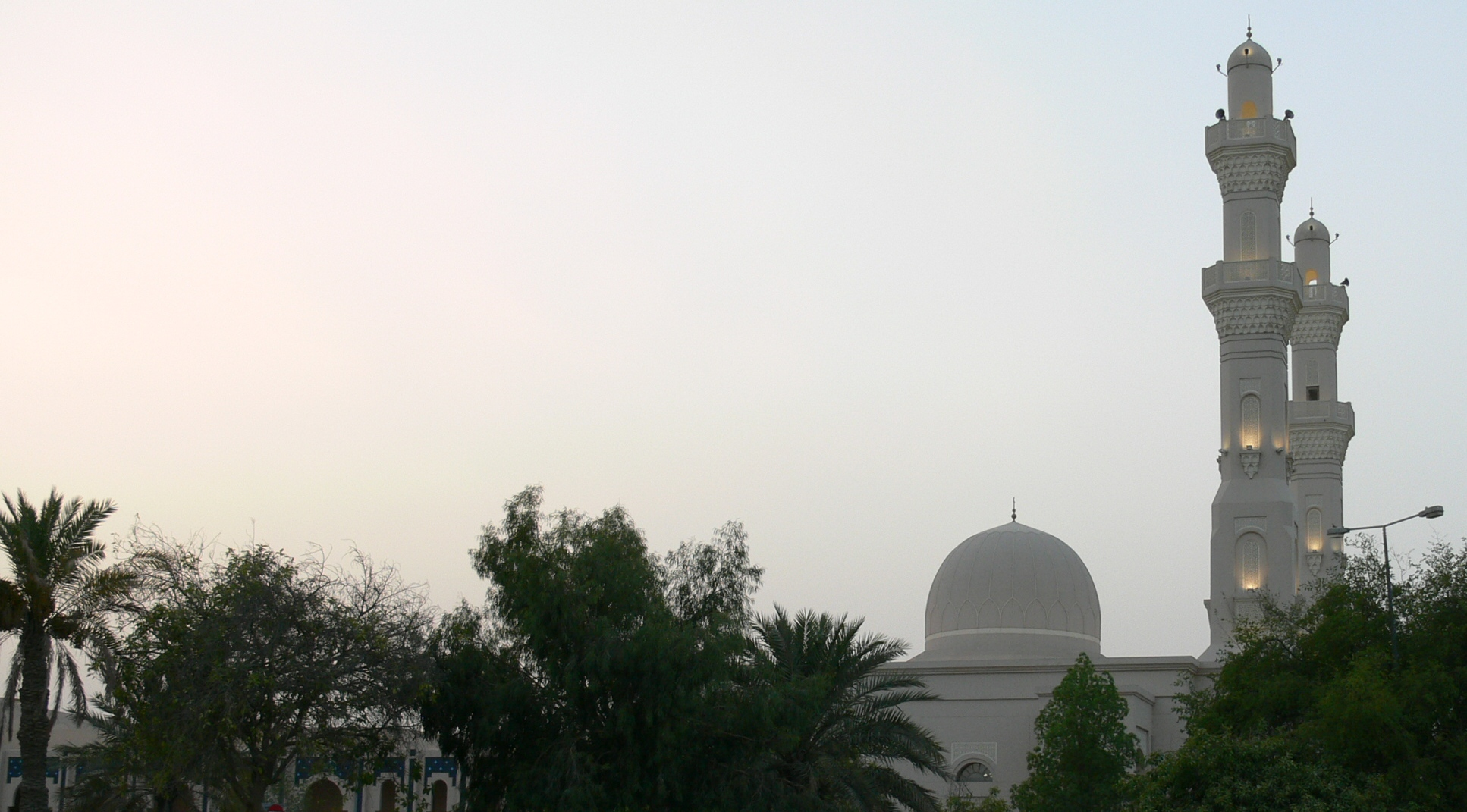
Moskee